# Переяславський річковий порт
Переяславський річковий порт — підприємство галузі річкового транспорту. Розташоване на Дніпрі у Переяславі на березі Канівського водосховища. Є філією Київського річкового порту.

## Історія
У листопаді 2020 року вперше за довгий час прийняв міжнародний вантаж з Болгарії.

## Виробничі потужності
- Причал типу «больверк» довжиною 105 м
- загальна територія майданчика — 2 га. Довжина причальної стінки — 145 м, глибина — 3,5 м[2].

## Цікаві факти
Після відновлення в 2017 році перевезень аграрної продукції до Києва з півдня України, зокрема кавунів, порт використовується як основний перевантажувальний пункт для подальшого розвезення до кінцевого пункту призначення автомобільним транспортом.